# Шанчеви из Првог српског устанка на Делиграду
Шанчеви из Првог српског устанка на Делиграду (шанчеви — ровови), подигнути су 1806. године у циљу одбране устаничке Србије од Турака као стратешка места, погодна за осматрање и чување, али и за одбрану од напада непријатеља. Уврштени су у листу заштићених споменика културе Републике Србије (ИД бр. ЗМ 8).

## Историја
Шанчеви из Првог српског устанка налазе се на вашаришту у Делиграду, у порти цркве у селу Јасењу. Делиградско утврђење чинило је огромну препреку турском надирању низ Мораву, односно на правцу Ниш - Београд. Делиградски шанчеви су представљали снажан фортификациони објекат, којим су српски устаници контролисали алексиначку долину. У време турске офанзиве 1806, постојала су само два редута, шанац војводе Илије Барјактаревића и Топољак. Устаници су остварили велике победе над непријатељском војском 1806. и 1807. Иако Турци нису могли да освоје Делиград, након чегарске катастрофе, 1809. године, благодарећи огромној надмоћности у људству опколили су га и продужили надирање ка Ћуприји. Посада се после дуготрајне опсаде пробила и повукла преко Мораве. После пропасти Србије 1813. године Делиград се држао јуначки још пуних 15 дана. Цео шанац био је у облику правоугаоног троугла са побијеним палисадима, четири бастиона за топове и две гвоздене капије. Унутар шанца биле су земунице, за људе и коње, покривене са два реда балвана. Шанчеви су делимично сачували аутентичност.

### Спомен црква
На делу Карађорђевог шанца 1933. године, подигнута је црква са спомен костурницом, посвећена је изгинулим ратницима у биткама вођеним у Првом српском устанку, а у којој су сахрањени посмртни остаци Срба и Руса изгинулих од 1804. до 1918. године.
Црква посвећена Арханђелу Михаилу и Арханђелу Гаврилу, задужбина је Одбора госпођа „Кнегиња Љубица”, а подигнута је пројекту ју архитекте Момир Коруновић, према плану цркве у Штимљу. Темељи храма су свечано освештани на Крстовдан 1930. године. Један од ктитора био је и краљ Александар I Карађорђевић који је поклонио звоно и иконостас. Црква је завршена и освећена 12. маја 1935. године. Грађена је од 1933. до 1935. године у традиционалном српско византијском стилу од армираног бетона, са куполом и крстом. Необично је складног облика и сматра се једним од најуспелијих Коруновићевих пројеката. Током 2003. и 2004. године извршена је реконструкција дела шанца и изведени су конзерваторско рестаураторски радови на цркви.

## Шанчеви
Делиград је био комплекса шанчева између Алексинца и Ражња. Највеће утврђење било је неправилног правоуглог троугла, са бастионима на којима су били топови скинути са Смедеревске тврђаве. Имао је грудобран и палисаде. Градио га је инжењер Вуча Жикић. Данас је од Делиграда остао само мали сегмент са грудобраном високим око два метра и дебелим палисадима.

### Битка на Делиграду
Бој на Делиграду у Првом српском устанку одиграо се 3. септембра 1806. године. Сукобиле су се српска војска под вођством Карађорђа и турска војска коју је предводио Ибрахим паша. Епилог борбе за слободу Србије десиће се седам деценија касније на Берлинском конгресу 1878. године.